# Gudrun Calligaro
Gudrun Calligaro (* 10. Mai 1948; † 4. August 2017; geborene Keefer) war eine deutsche Einhandseglerin. Sie segelte als erste Deutsche von 1988 bis 1990 einhand um die Welt.

## Leben
Gudrun Calligaro lernte als Tochter des Bootsverleihers Alex Keefer am Max-Eyth-See in Stuttgart das Segeln. Die Beziehung zur Schifffahrt lag in der Familie, denn bereits ihr Großvater hatte eine Neckarfähre. Im zehnten Lebensjahr wurde sie Mitglied im Stuttgarter Segel-Club.
Sie besuchte die Höhere Handelsschule, absolvierte eine Ausbildung als Bankkauffrau und Sekretärin und war unter anderem in der Vorstandsassistenz für die Interessenvertretung der Architekten, später in der Veranstaltungsplanung einer Industrie- und Handelskammer und schließlich bei der Agentur für Arbeit tätig.
Ihre Erwerbsarbeit unterbrach sie regelmäßig für zum Teil längere Segeltörns.
Am 1. Oktober 1987 kaufte sie die Vereinsyacht des Stuttgarter Segel-Clubs, eine Dufour Arpège Baujahr 1970. Die Slup ist ein Kurzkieler von 9,25 m Länge und 3 m Breite mit einer Segelfläche von 48 m². Nach Überholungs- und Instandsetzungsarbeiten startete sie am 11. Juli 1988 in Brest (Frankreich) zu einer Weltumsegelung, bei der sie sieben Häfen anlief: Santa Cruz de Tenerife, Kapstadt, Sydney, Whangārei/Neuseeland, Valdivia/Chile, Panama, Miami und schließlich, am 9. Juli 1990, zurück nach Brest. Die Erfahrungen und Eindrücke dieses zwei Jahre und 31.825 Seemeilen langen Törns veröffentlichte sie in dem Buch Ein Traum wird wahr.
Nach der Weltumsegelung führten sie weitere Segeltörns über die Meere:
- 1992 mit Mädchen einhand durch die Ostsee nach St. Petersburg
- 1995 mit Mädchen einhand von Großenbrode nach Island
- 1996–1997 eine Acht im Nord- und Südatlantik: Brest – Kanaren – Kapverdische Inseln – Südafrika – St. Helena, Brasilien, Azoren, England
- 1998 als Skipperin mit der Yacht (Sonate Ovni 42) Aldebaran aus Hamburg in Mittelmeer, Atlantik und Nord- und Ostsee unterwegs für eine 24-teilige Fernsehproduktion von ZDF und Deutschlandradio[4]

Calligaro hatte einen Bruder und eine Schwester.

## Auszeichnungen
- 1990: Trans-Ocean-Preis
- 1990: Schlimbach-Preis
- 1990: Award of Merit des Ocean Cruising Club (Großbritannien)[5]
- jährlich wird vom Yacht-Club Großenbrode der Gudrun Calligaro Cup ausgelobt
- von 2020 bis 2023 wurde jährlich  von der Kreuzerabteilung des Deutschen Seglerverbandes der Gudrun-Calligaro-Preis für die beste Reise einer Schiffsführerin vergeben.[6]

## Schriften
- Ein Traum wird wahr. Als erste Deutsche einhand um die Welt, Delius Klasing, Bielefeld 1991, ISBN 3-7688-0724-X